# Граф Девон

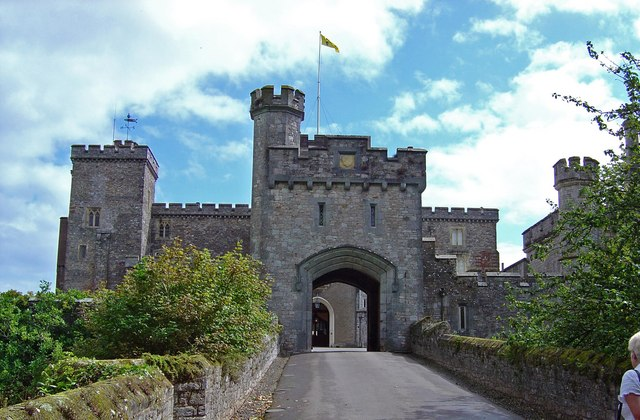
Графская резиденция — замок Паудерем.

Граф Девон (англ. Earl of Devon) — старинный английский дворянский титул, сохранившийся до настоящего времени. Впервые был учреждён императрицей Матильдой в 1141 году для Болдуина де Ревьера, крупного девонширского землевладельца и одного из наиболее верных сторонников императрицы в период гражданской войны 1135—1154 годов. Впоследствии титул графа Девона носили его потомки из дома де Ревьер (англизированный вариант — де Редверс), а после прекращения этого рода — представители английской ветви славного французского дома де Куртене (англизированный вариант — Кортни). В Средние века графы Девон, в большинстве своём, не играли значительной роли в политической жизни Англии. При Тюдорах род де Куртене, находившийся в близком родстве с династией Йорков, пребывал в опале и его представители неоднократно лишались титулов и владений. После 1556 года титул графа Девона на долгое время перестал существовать. В этот период возник титул графа, а позднее — герцога Девоншира, который был закреплён за представителями дома Кавендиш. Лишь в 1831 году глава рода де Куртене добился возвращения ему титула графа Девона. Действующий носитель титула с 2015 года — Чарльз Перегрин Кортни (род. 1975), 19-й граф Девон пятой креации (1553). Главной резиденцией графов Девон в настоящее временя является замок Паудерем, расположенный на побережье Девона к югу от Эксетера.

## История титула

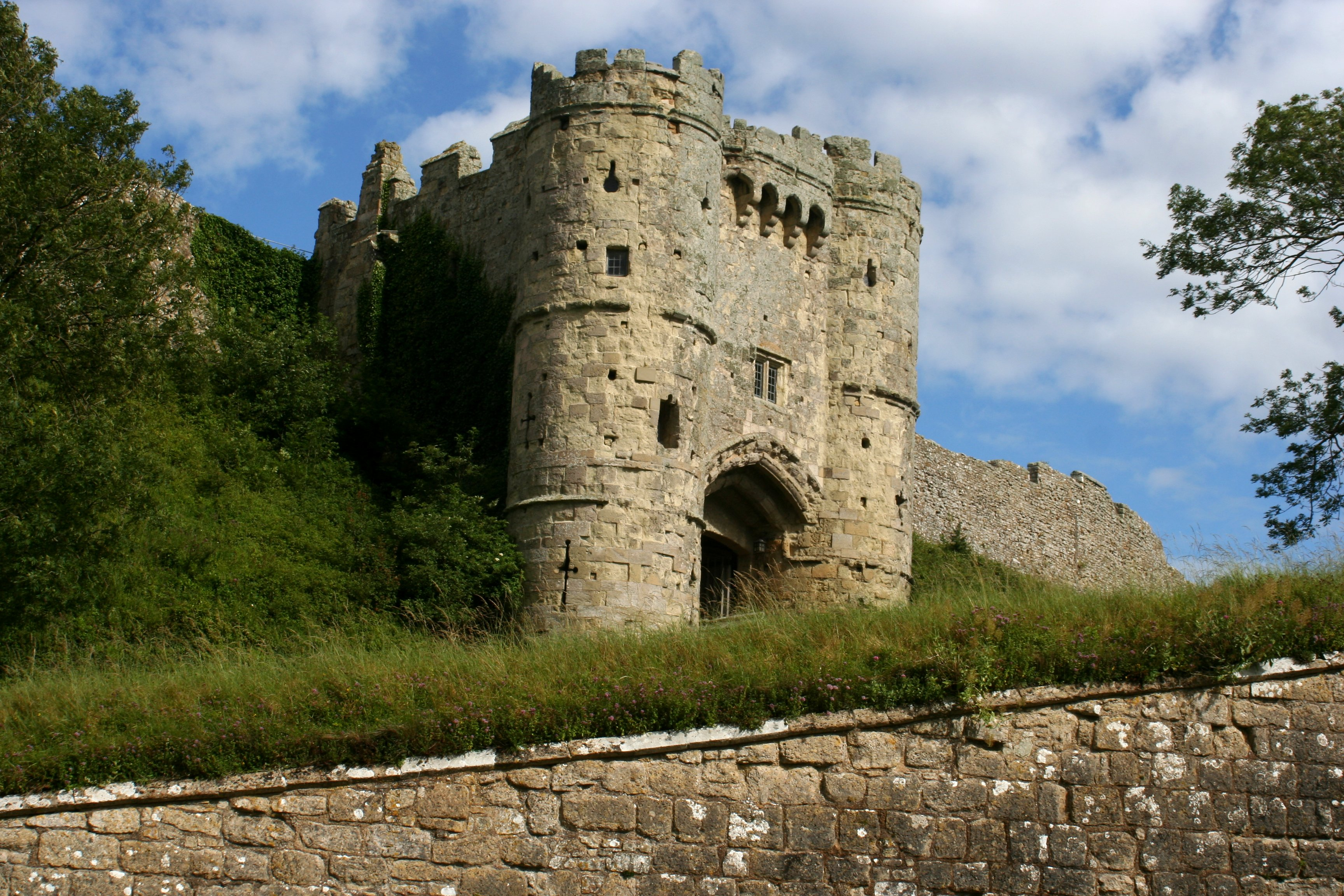
Замок Карисбрук на острове Уайт — резиденция графов Девон из дома де Редверс

Титул графа Девона был впервые учреждён в 1141 году во время недолгого правления императрицы Матильды. Им был пожалован Болдуин де Ревьер (умер в 1155), один из крупнейших баронов юго-западной Англии, во владении которого находились обширные земли в Девоне и остров Уайт. Болдуин первым среди английских аристократов открыто выступил в поддержку Матильды после прихода к власти Стефана Блуаского в 1135 году и впоследствии оставался одним из наиболее верных её сторонников в эпоху феодальной анархии в Англии. Иногда первым графом Девона считают отца Болдуина Ричарда де Ревьера (умер в 1107), участника нормандского завоевания Англии и основателя дома де Ревьер (англизированный вариант названия рода — Редверс (англ. Redvers)). Однако письменных свидетельств использования Ричардом графского титула до настоящего времени не сохранилось. Представители дома де Редверс обладали титулом графа Девон до конца XIII века. Хотя им удалось значительно расширить свои владения за счёт земель в Корнуолле, в политической жизни страны они оставались на втором плане. Среди носителей титула этого периода выделяется лишь Уильям де Редверс, 5-й граф Девон (умер в 1217), верный соратник Иоанна Безземельного и участник баронских войн начала XIII века на стороне короля. Дом де Редверс пресёкся в 1293 году со смертью Изабеллы, 8-й графини Девон. Владения Редверсов перешли по наследству к внучатому племяннику последней графини Хью де Куртене (ум. 1340). В 1335 году он был признан графом Девона.
Хью де Куртене происходил из английской ветви французского аристократического рода Куртене, представители которого были одними из руководителей крестоносцев в Палестине, возглавляли графство Эдесское в период его расцвета, а с 1216 года являлись императорами Латинской империи. Английская ветвь это дома была основана в середине XII века, когда вместе с королём Генрихом II в Англию перебрался Рено де Куртене, младший сын Миля (ум. 1127), сеньора де Куртене. Его сын Роберт де Куртене получил ряд владений в Девоне с центром в Оукхемптоне, а женитьбой на представительнице рода де Редверс обеспечил своим потомкам приобретение титула графа Девона и вхождение в круг высшей английской аристократии. Уже сын Хью де Куртене, 9-го графа Девон, женился на внучке короля Эдуарда I, а один из его сыновей, Уильям (умер в 1396), в 1381 году стал архиепископом Кентерберийским.
В период войны Алой и Белой розы графы Девон поддержали партию Ланкастеров. Когда в 1461 году в сражении при Таутоне Ланкастеры потерпели сокрушительное поражение, а английский престол захватил Эдуард IV Йоркский, Томас Куртене, 14-й граф Девон, был казнён, а его титулы и владения конфискованы. В 1469 году в графы Девона был произведён Хамфри Стаффорд, сторонник Йорков, но в том же году он был разбит и казнён Ланкастерами. Во время короткого возвращения Ланкастеров к власти в 1470 году в правах графа был восстановлен Джон Куртене, но уже в 1471 году он погиб в битве при Тьюксбери, а титул был вновь конфискован. Со смертью Джона Куртене пресеклась старшая ветвь рода, однако представитель младшей линии Эдвард (умер в 1509), сражавшийся в сражении при Босворте в 1485 году, после вступления на английский престол Генриха VII Тюдора был пожалован титулом графа Девона третьей креации. Его единственный сын Уильям Куртене (умер в 1511), около 1495 года женился на Екатерине Йоркской, младшей дочери короля Эдуарда IV и наследнице йоркских претензий на корону, что вызвало неудовольствие Генриха VII. В 1503 году Уильям был арестован и лишён прав на владения и титулы дома де Куртене. Лишь после смерти короля, Уильям был прощён, а в 1511 году получил титул графа Девона четвёртой креации.

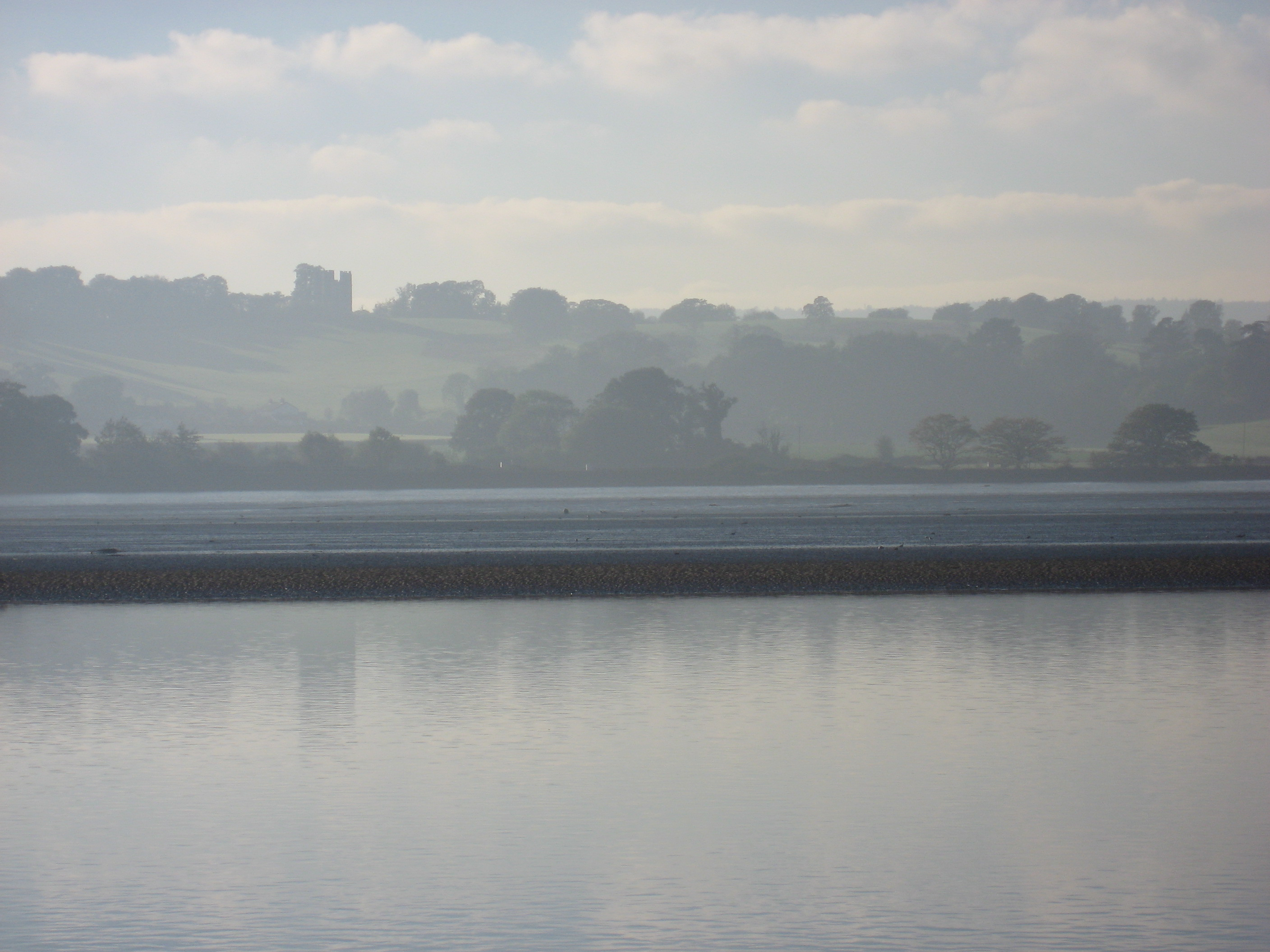
Вид на поместье Паудерем — резиденцию графов Девон из дома де Куртене

Сын Уильяма Куртене Генри, 2-й граф Девон (умер в 1539), происходивший по прямой материнской линии от Эдуарда III, в начале правления Генриха VIII фактически являлся наследником английского престола, в случае, если бы Генрих умер, не оставив законных наследников. Он пользовался особым расположением короля, возглавлял переговоры о расторжении его брака с Екатериной Арагонской, руководил процессами против кардинала Уолси и Анны Болейн и осуществлял секуляризацию английских монастырей. В 1525 году Генри Куртене был пожалован титулом маркиза Эксетера. Однако в 1538 году Генрих VIII арестовал, а 9 января 1539 года казнил маркиза по обвинению в заговоре против короля. Владения и титулы Куртене были конфискованы. Сын Генри Эдуард (умер в 1556) оставался в заключении в Тауэре в течение 15 лет, пока не был прощён королевой Марией Тюдор. Он получил обратно часть наследственных владений, а в 1553 году стал графом Девон пятой креации. Однако королевское происхождение Эдварда и подозрения в интригах с принцессой Елизаветой вскоре привели к падению графа. В 1554 году он был арестован по подозрению в соучастии в восстании Уайетта, а в следующего году изгнан из Англии. Эдвард Куртене скончался в 1556 году в Падуе, возможно будучи отравлен, а его владения разделены между представителями младшей линии дома де Куртене. Графский титул, однако, не был признан за наследниками Эдварда.
В 1603 году король Яков I присвоил титул графа Девона Чарльзу Блаунту (умер в 1606), лорду-наместнику Ирландии, подавившему восстание О’Нилов в Ольстере, после смерти которого титул в 1618 году был закреплён за домом Кавендиш. В то же время представители рода Куртене оставались в Девоне, ведя жизнь сельских джентльменов и не участвуя в политике. В 1645 году, в период Английской революции XVII века глава рода Куртене получил титул баронета, а в 1762 году был учреждён титул виконта Куртене из Паудерема. 3-й виконт Куртене Уильям, основываясь на дословном прочтении акта 1553 года о даровании титула графа Девон, смог в 1831 году убедить Палату лордов парламента Великобритании, что титул графа Девона должен был наследоваться не только прямыми потомками Эдварда Куртене, но и прочими его наследниками мужского пола из рода Куртене. В результате Уильям был признан 9-м графом Девон пятой креации. Для исключения неопределённости было также достигнуто соглашение, что носители аналогичного титула из дома Кавендиш будут именоваться графами и герцогами Девоншир.
В настоящее время носителем титула является Чарльз Кортни (Куртене), 19-й граф Девон (р. 1975), женатый на американской актрисе Эй Джей Лангер. Его наследник — Джек Хейдон Лангер Кортни (родился в 2009) использует в качестве «титула учтивости» титул лорда Кортни, хотя одноимённый баронский титул не существует с XV века, а титул виконта Кортни из Паудерема перестал существовать в 1835 году со смертью Уильяма, 9-го графа Девона. Резиденцией графов остаётся замок Паудерем недалеко от Эксетера.

## Список графов Девон

Герб дома де Ревьер (де Редверс)

Герб дома де Куртене

Герб английской линии де Куртене

Герб дома Стаффорд

Герб Генри де Куртене, маркиза Эксетера

### Графы Девон, первая креация (1141)
- Болдуин де Ревьер, 1-й граф Девон (около 1095—1155), лорд острова Уайт (с 1107);
- Ричард де Ревьер, 2-й граф Девон (умер в 1162), лорд острова Уайт, сын предыдущего;
- Болдуин де Ревьер, 3-й граф Девон (умер в 1188), лорд острова Уайт, сын предыдущего;
- Ричард де Ревьер, 4-й граф Девон (умер примерно в 1193), лорд острова Уайт, брат предыдущего;
- Уильям де Вернон, 5-й граф Девон (умер в 1217), лорд острова Уайт, дядя предыдущего;
- Болдуин де Редверс, 6-й граф Девон (1217—1245), лорд острова Уайт, внук предыдущего;
- Болдуин де Редверс, 7-й граф Девон (1236—1262), лорд острова Уайт, сын предыдущего;
- Изабелла де Редверс, 8-я графиня Девон (1237—1293), сестра предыдущего;
- Хью де Куртене, 9-й граф Девон (1276—1340), граф Девон с 1335 года, сын троюродного брата двух предыдущих;
- Хью де Куртене, 10-й граф Девон (1303—1377), сын предыдущего;
- Эдвард де Куртене, 11-й граф Девон (1357—1419), внук предыдущего;
- Хью де Куртене, 12-й граф Девон (1389—1422), сын предыдущего;
- Томас де Куртене, 13-й граф Девон (1414—1458), сын предыдущего;
- Томас де Куртене, 14-й граф Девон (1432—1461), сын предыдущего, казнён, титул конфискован в 1461 году;
- Джон Куртене, 15-й граф Девон (1435—1471), граф Девон с 1470 года, брат предыдущего, титул конфискован в 1471 году.

### Граф Девон, вторая креация (1469)
- Хамфри Стаффорд, 1-й и единственный граф Девон (1439—1469).

### Граф Девон, третья креация (1485)
- Эдуард Куртене, 1-й граф Девон (умер в 1509), троюродный брат Томаса Куртене, 13-го графа Девона, титул упразднён после смерти.

### Графы Девон, четвёртая креация (1511)
- Уильям Куртене, 1-й граф Девон (1475—1511), сын предыдущего;
- Генри Куртене, 2-й граф Девон (1498—1539), 1-й маркиз Эксетер (c 1525), сын предыдущего, казнён, титулы конфискованы в 1538/1539 гг.

### Графы Девон, пятая креация (1553)
- Эдвард Кортни, 1-й граф Девон (1527—1556), сын предыдущего, после смерти титул перестал существовать;

Согласно решению палаты лордов парламента Великобритании 1831 года титул графа Девона был признан за следующим наследниками Эдварда Куртене, не обладавшими им при жизни:
- Уильям Куртене, 2-й граф Девон (1529—1557), прапрапрапраправнук младшего сына Хью де Куртене, 10-го графа Девон;
- Уильям Куртене, 3-й граф Девон (1553—1630), сын предыдущего;
- Фрэнсис Куртене, 4-й граф Девон (1576—1638), сын предыдущего;
- Уильям Куртене, 5-й граф Девон (1628—1702), 1-й баронет (с 1644), сын предыдущего;
- Уильям Куртене, 6-й граф Девон, 2-й баронет (1675—1735), внук предыдущего;
- Уильям Куртене, 7-й граф Девон (1709/1710—1762), 1-й виконт Куртене (с 1762), сын предыдущего;
- Уильям Куртене, 8-й граф Девон, 2-й виконт Куртене (1742—1788), сын предыдущего;

Титул графа Девона восстановлен:
- Уильям Куртене, 9-й граф Девон, 3-й виконт Куртене (1768—1835), сын предыдущего, титул графа Девона признан в 1831 году;
- Уильям Кортни, 10-й граф Девон (1777—1859), троюродный брат предыдущего;
- Уильям Кортни, 11-й граф Девон (1807—1888), сын предыдущего;
- Эдвард Кортни, 12-й граф Девон (1836—1891), сын предыдущего;
- Генри Кортни, 13-й граф Девон (1811—1904), дядя предыдущего;
- Чарльз Кортни, 14-й граф Девон (1870—1927), внук предыдущего;
- Генри Кортни, 15-й граф Девон (1872—1935), брат предыдущего;
- Фредерик Кортни, 16-й граф Девон (1875—1935), брат предыдущего;
- Чарльз Кортни, 17-й граф Девон (1916—1998), сын предыдущего;
- Хью Кортни, 18-й граф Девон (1942—2015), сын предыдущего;
- Чарльз Кортни, 19-й граф Девон (р. 1975), сын предыдущего;
  - Наследник: Джек Хейдон Лангер Кортни, лорд Кортни (р. 2009), единственный сын предыдущего.